# Salamandrella
Salamandrella é um gênero de anfíbio caudado da família Hynobiidae.

## Espécies
- Salamandrella keyserlingii Dybowski, 1870
- Salamandrella schrenckii Strauch, 1870